# Севрюков Володимир Васильович
Володимир Васильович Севрюков (нар. 7 березня 1959, місто Антрацит, тепер Луганської області) — український діяч, начальник відділу Департаменту морського і річкового транспорту Міністерства транспорту України, заступник міністра транспорту України, директор Департаменту державної політики у сфері морського і річкового транспорту Міністерства інфраструктури України. Народний депутат України 2-го скликання. Народний депутат СРСР від ВЛКСМ (1989—1991 роки). Кандидат технічних наук (2001).

## Біографія
У 1974—1978 роках — студент Нікопольського металургійного технікуму Дніпропетровської області, технік-технолог.
У 1978—1983 роках — студент Одеського вищого інженерно-морського училища, технік-судномеханік.
У червні 1984 — червні 1985 року — майстер, заступник начальника цеху Одеського судноремонтного заводу. Член КПРС.
У червні 1985 — вересні 1990 року — секретар комітету комсомолу (ЛКСМУ), заступник начальника з питань молоді Чорноморського морського пароплавства.
У вересні 1990 — квітні 1994 року — начальник служби судноремонтних заводів Чорноморського морського пароплавства.
У 1991—1993 роках — слухач Академії народного господарства при уряді Російської Федерації, менеджер. У 1991—1994 роках — студент юридичного інституту Одеського державного університету імені Мечникова.
У квітні 1993 — березні 1995 року — начальник відділу держреєстрації і класифікації флоту Департаменту морського і річкового транспорту Міністерства транспорту України.
Народний депутат України 2-го демократичного скликання з .08.1994 (2-й тур) до .04.1998, Малиновський виборчий округ № 297, Одеська область. Голова підкомітету з питань водного транспорту Комітету з питань паливно-енергетичного комплексу, транспорту і зв'язку. Член депутатської групи «Конституційний центр».
У липні — листопаді 1996 року — заступник голови Державного департаменту морського і річкового транспорту Міністерства транспорту України.
У липні 1997 — березні 1999 року — заступник Міністра транспорту України — голова Державного департаменту морського і річкового транспорту Міністерства транспорту України.
У лютому 2000 — серпні 2001 року — заступник Міністра транспорту України.
У вересні 2001 — грудні 2002 року — радник Прем'єр-міністра України на громадських засадах.
У 2001 році захистив кандидатську дисертацію «Розробка методів і обладнання для відновлення суднових валів».
З 2001 року — генеральний директор класифікаційного товариства «Регістр судноплавства України».
З травня 2011 року — директор Департаменту державної політики у сфері морського і річкового транспорту Міністерства інфраструктури України. Потім — голова правління Громадської Ради при Міністерстві інфраструктури України.
Голова громадської спілки «Асоціація морського бізнесу України».

## Нагороди та відзнаки
- орден «За заслуги» II ступеня (2013)[9]
- орден «За заслуги» III ступеня (.02.2010)[10],
- лауреат Державної премії України в галузі науки і техніки (2012)
- почесна грамота Кабінету міністрів України (.06.2004)[11]
- почесна грамота Верховної Ради України
- заслужений працівник транспорту України[12]